# Весьегонский краеведческий музей
Весьегонский краеведческий музей им. А. А. Виноградова — музей в городе Весьегонск Тверской области, посвященный археологии на территории Весьегонского района, краеведческой и дореволюционной истории города.
С 1978 г. музей является филиалом Тверского государственного объединенного музея.

## История
Музей создан в 1919 году в период национализации советской властью культурных ценностей и предметов быта из помещичьих усадеб.
В 1939 г. и в 1954 г. музей закрывался из-за строительства Рыбинского водохранилища. Но уже в 1967 г. Весьегонский музей был воссоздан и начал свою научную деятельность.
Музей назван именем его основателя Александра Александровича Виноградова, который являлся профессиональным археологом, историком и общественным деятелем, краеведом, организатором и руководителем музеев в Весьегонске и Горской средней школе, заслуженным учителем школы РСФСР, автором работ по археологии и истории Весьегонского уезда, а также собирателем фольклора.

## Экспозиция
В экспозиции представлены археологические материалы с раскопок, в которых участвовал А. А. Виноградов, предметы дворянской культуры, предметы из личной библиотеки Фёдора Измайловича Родичева.
Дореволюционная история города представлена в экспозиции большой коллекцией этнографических материалов.
Еще одна экспозиция музея «Из Весьегонска во Флориду» посвящена земскому деятелю и уроженцу Весьегонского уезда — Петру Алексеевичу Дементьеву.

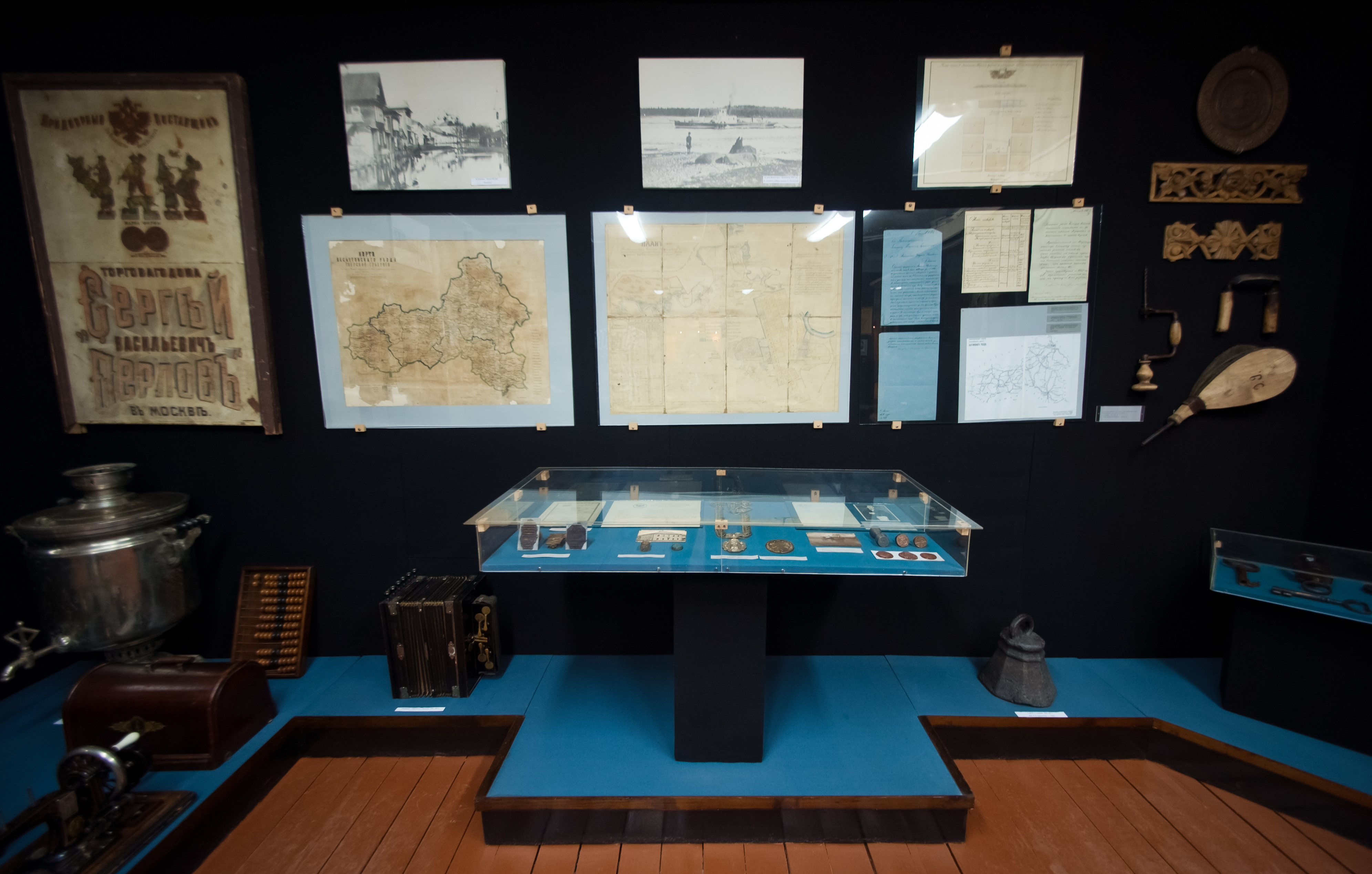
Экспозиция Весьегонского краеведческого музея им. А. А. Виноградова.

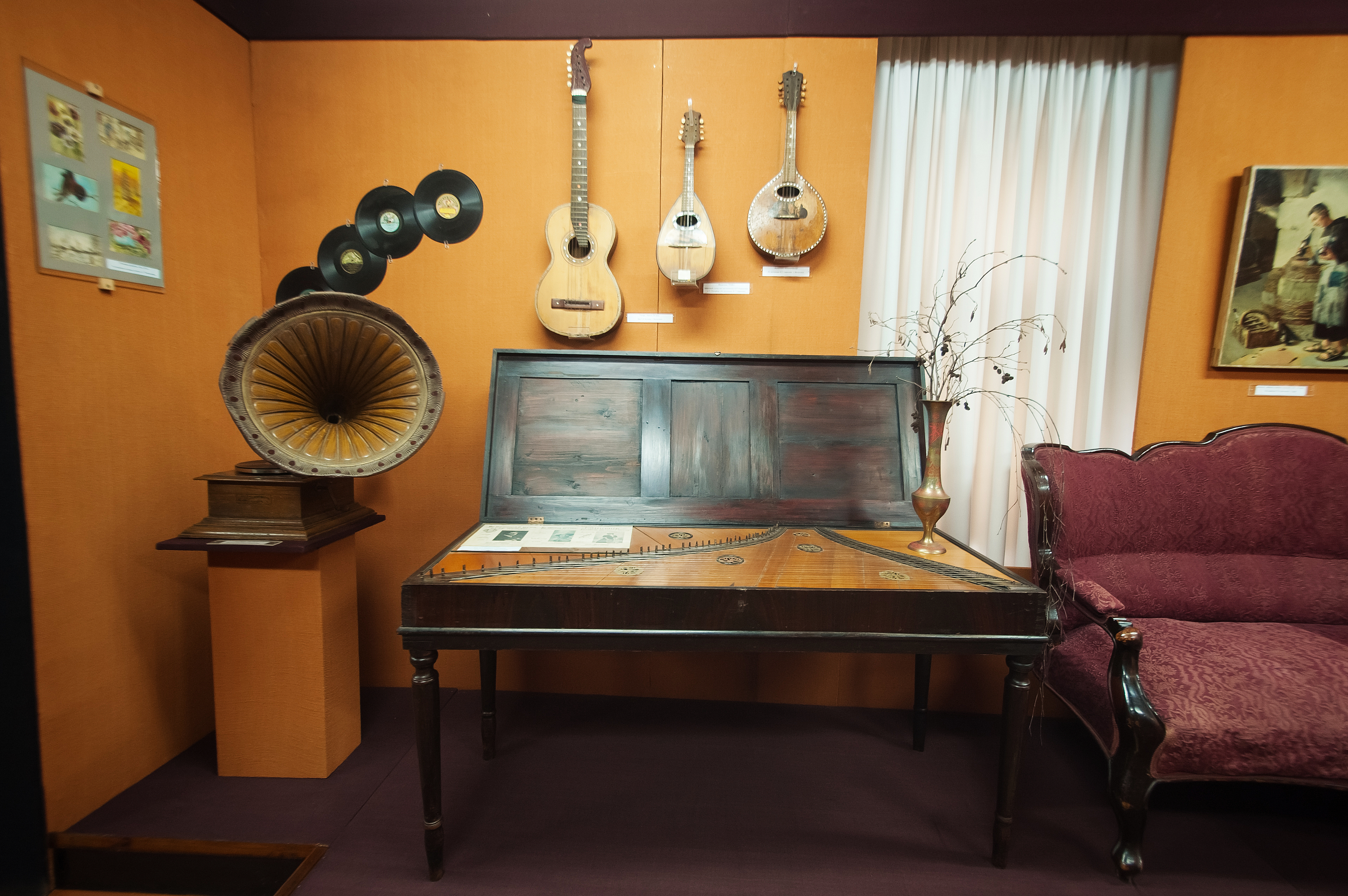
Фрагмент экспозиции Весьегонского краеведческого музея им. А. А. Виноградова.

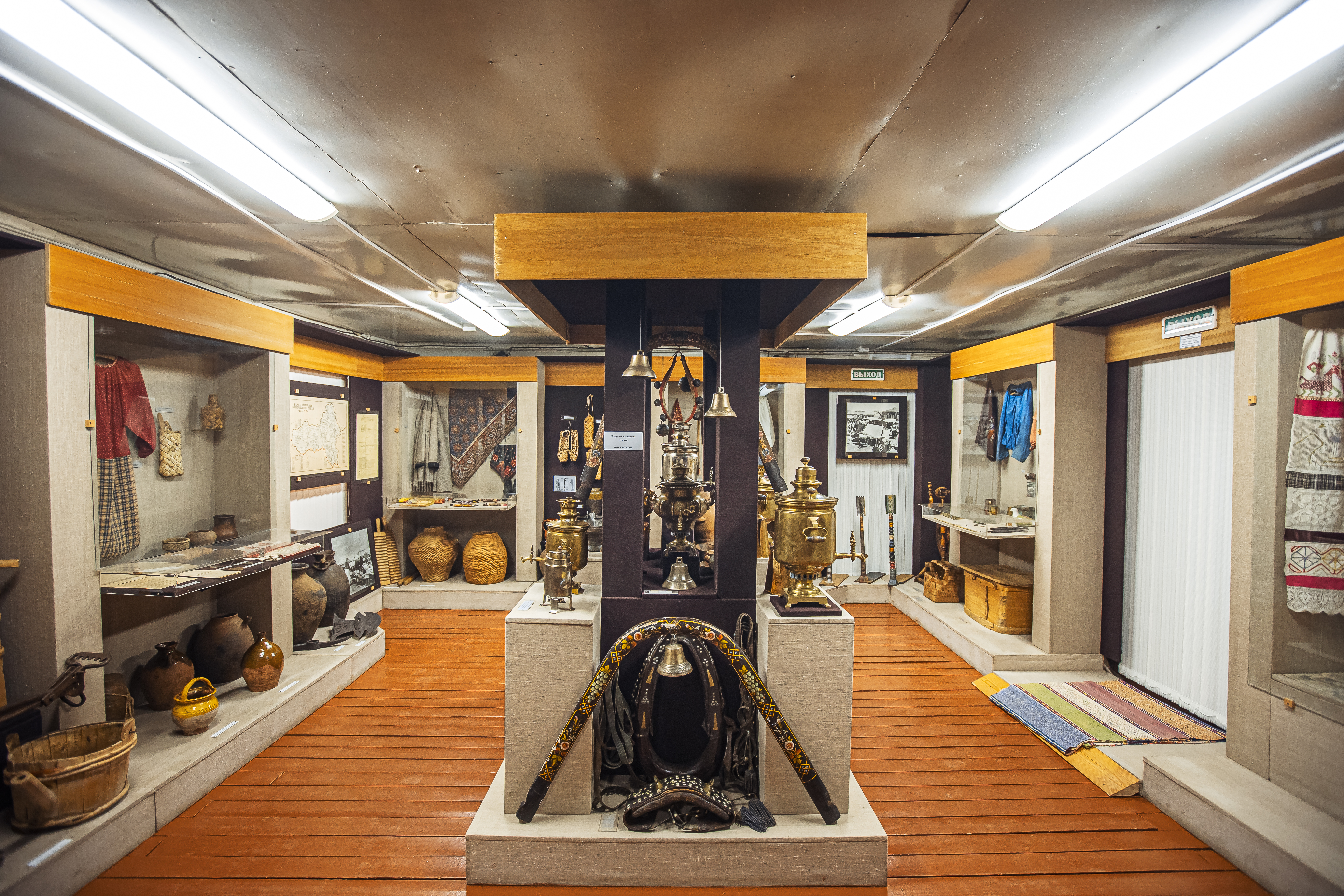
Зал Весьегонского музея

В музее действует постоянная выставка «Символы города Весьегонска» («Музей речного рака»), а также проводятся другие временные выставки, такие как выставка декоративно-прикладного искусства «Весьегонские узоры».